# Michael Gray (Fußballspieler)
Michael Gray (* 3. August 1974 in Sunderland) ist ein ehemaliger englischer Fußballspieler.

## Karriere
Der linke Verteidiger begann seine Fußballerkarriere bei der Schulmannschaft der Castle View School. Nach sehr erfolgreichen Spielen ging er zur Jugendmannschaft des Manchester United und später zur Jugend von AFC Sunderland. Anfang der Saison 1997/98 kam er in die erste Mannschaft. Anfang der Saison 2003/04 wechselte Gray zu den Celtic Glasgow in die erste schottische Liga. Mitte der Saison 2003/04 ging er wieder zurück in den Süden der Britischen Insel und wechselte zum ersten Mal zu den Blackburn Rovers. Nach einem halben Jahr bei den Rovers ging er für ein Jahr zu Leeds United. Seit Anfang der Saison 2005/06 spielt er wieder bei den Blackburn Rovers, ein Jahr darauf wurde er wieder von Leeds ausgeliehen, ehe er 2007 endgültig die Rovers verließ und bei den Wolverhampton Wanderers anheuerte. Vor seinem Rücktritt im Mai 2010 hatte er dann zuletzt seit Januar 2009 noch rund 1½ Jahre für den Zweitligisten Sheffield Wednesday gespielt.
Gray absolvierte 1999 drei Partien im englischen Fußballnationalteam. Dabei debütierte er unter Kevin Keegan am 28. April 1999 als Einwechselspieler anlässlich des 1:1-Remis gegen Ungarn. Es folgten Anfang Juni 1999 zwei letzte Länderspiele gegen Schwedische Fußballnationalmannschaft (0:0) und Bulgarien (1:1), wobei er in zuletzt genannter Partie in der Stammformation stand. Beachtenswert war, dass Gray als damaliger Zweitligaakteur lange Zeit der letzte Feldspieler unterhalb der englischen Topliga blieb, bis ihm David Nugent dies 2007 gleichtat.